# ニューイヤーユースサッカー
ニューイヤーユースサッカーは、かつて日本で行われたサッカーの高校生年代（ユース世代）対象の国際親善試合である。
本大会は全国高等学校サッカー選手権大会の優秀選手で構成する日本高校選抜のヨーロッパ強化遠征（隔年でスイス・ベリンツォーナとドイツ・シュトゥットガルトのいずれかの大会に派遣）との交歓大会として、ヨーロッパ各国の強豪クラブのユースチームを招いて、毎年1月15日（成人の日）前後に駒沢オリンピック公園総合運動場陸上競技場など、関東圏のスタジアムで親善試合を開催された。日本高校選抜の他にも、日本ユース代表、高校選手権の優勝校等と親善試合形式で試合が行われた。
1999年からは複数クラブやナショナルチームが参加したトーナメント方式の大会となった。また2000年に成人の日が1月第2月曜日（ハッピーマンデー制度）に固定された後は、「ジャパンユースカップ」として生まれ変わり、従来の高校選抜に代わって日本ユース代表が参加する様になった。なお、高校選抜の欧州遠征は引き続いて行われている。

## 歴代大会結果
ニューイヤーユースサッカー
| 開催回 | 年度   | 参加クラブ及びナショナルチーム                        |
| ------ | ------ | ----------------------------------------------------- |
| 1      | 1989年 | セルティックFC                                        |
| 2      | 1990年 | ヴェルダー・ブレーメン                                |
| 3      | 1991年 | アヤックス・アムステルダム                            |
| 4      | 1992年 | ASナンシー                                            |
| 5      | 1993年 | FCナント                                              |
| 6      | 1994年 | アイントラハト・フランクフルト                        |
| 7      | 1995年 | FCバルセロナ                                          |
| 8      | 1996年 | ボルシア・ドルトムント                                |
| 9      | 1997年 | アトレティコ・マドリード                              |
| 10     | 1998年 | TSV1860ミュンヘン、 韓国、 ナショナルトレセンU-18選抜 |
| 11     | 1999年 | ガラタサライ、 韓国、 ナショナルトレセンU-18選抜      |

ジャパンユースカップ
| 開催回 | 年度   | 参加国                              |
| ------ | ------ | ----------------------------------- |
| 1      | 2000年 | 日本、 イタリア、 パラグアイ、 韓国 |
| 2      | 2001年 | 日本、 ウクライナ、 チリ、 メキシコ |